# Carl Püchler
Carl Püchler (* 13. Mai 1894 in Warmbrunn; † 5. Februar 1949 in Heilbronn) war ein deutscher General der Infanterie im Zweiten Weltkrieg.

## Leben
Püchler diente als Offizier im Ersten Weltkrieg. Nach Ende des Krieges wurde er in die Reichswehr übernommen. Er diente in der Wehrmacht im Zweiten Weltkrieg als Kommandeur des Infanterie-Regiments 228 und wurde in dieser Funktion am 20. Dezember 1941 mit dem Ritterkreuz des Eisernen Kreuzes ausgezeichnet. Später avancierte Püchler zum Kommandeur der 257. Infanterie-Division. 1943 wurde er als Kommandierender General zum XXXIX. Panzerkorps versetzt. Bis zum Ende des Krieges folgten weitere Kommandos im LXVII. Armeekorps, im LXXXVI. Armeekorps sowie im LXXIV. Armeekorps.